# Tomb Raider: The Angel of Darkness
Tomb Raider: The Angel of Darkness (în traducere Tomb Raider: Îngerul Întunericului) este cel de-al VI-lea joc din seria de jocuri Tomb Raider. În acest joc, Lara este amenințată pentru moartea mentorului ei Werner von Croy. Ea trebuie să rezolve problemele în locuri întunecoase și sumbre, în timp ce fuge și se ascunde de poliție.
Acesta este primul joc din serie unde își face apariția controversatul personaj Kurtis Trent. Spre deosebire de celelalte jocuri Tomb Raider, cel de-al VI-lea este primul ce conține conceptul de a controla dialogul dintre Lara și celelalte personaje. Renumitele pistoale ale Larei lipsesc din acest joc, dar își vor face reapariția în Lara Croft Tomb Raider: Legend.

## Subiect
Acuzată de uciderea mentorului ei, Lara devine o fugară disperată. Urmărită de politie, se ghidează după indiciile lăsate de Von Croy și descoperă misterele unor crime macabre numite crimele Monstrom (Von Croy este una din victimele acestor crime în serie). Toate aceste întâmplări ciudate din Paris, o aduc pe Lara în conflict cu un alchimist sinistru, numit Eckhart, și cu o alianță de vrajitori (sau alchimisti) malefici numita Cabal.
În centru tuturor acestor mistere se află Picturile Obscura - cinci piese ale artei religioase din secolul XIV pe care Eckhart vrea să le aibă din nou. Se spune că în aceste picturi se află bucăți de artefacte ce dețin puteri uimitoare, acestea putând să îl trezească pe Cel Adormit, ultimul din rasa Nephilem (copilul oamenilor și îngerilor, creaturi din mitologia turcească). Lara trebuie să găsească picturile rămase și să îl oprească pe Eckhart.
Cel de-al saselea joc Tomb Raider este diferit de celelalte, Lara nu mai poartă același costum, iar înfătișarea ei este diferită. Atmosfera întunecată, pasajele subterane, acoperișurile sub clar de lună și peșterile nesfârșite în care Lara este obligată să rezolve misiunile, împreună cu coloana sonoră specifică și cu înfatișarea ei nouă, generează o combinație unică Tomb Raider - Batman, la care producătorii vor renunța în următoarea versiune.
Lara va vizita:
- Paris - este orașul unde Lara va fugi de poliție, o va întâlni pe bătrâna Margot Carvier (prietenă cu Von Croy), va merge într-o discotecă numită Le Serpent Rouge (dar acolo nu va avea parte de prea multă distracție) iar spre sfârșit va vizita muzeul Louvre și un mormânt secret de sub acesta.
- Praga sau cel puțin o parte din Praga.  Aici Lara va trebui să intre în apartamentul lui Mathias Vasiley (o altă victimă a crimelor Monstrom menționată în notițele lui Von Croy).
- Laboratorul Biologic de Cercetare. Acesta este cel mai verde nivel din joc datorită numărului mare de plante crescute în laborator. De aici va merge la Sanatoriu, primul nivel din seria Tomb Raider în care nu vom juca cu Lara ci cu Kurtis Trent. Este un loc înfricosator plin de oameni nebuni care merg în jurul tău. În drum spre laboratorul lui Eckhardt vom da de o Camera cu Trofee - o peștera subterană plină de statui uriașe.

1. ↑  GOG.com
2. ↑  Humble Store
3. ↑  redump.org
4. ↑  Igromaniâ, accesat în 13 mai 2020